# Elektrische auto

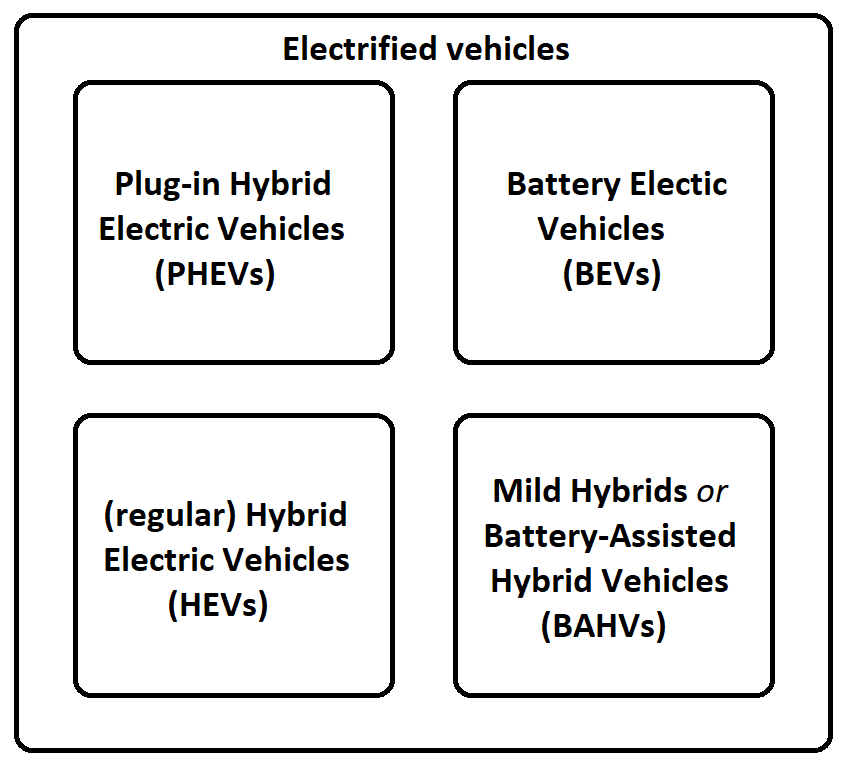
Venndiagram van elektrische voertuigen. In het diagram ontbreekt de SEV: de Solar Electric Vehicle. Een andere naam voor de waterstof-elektrische auto is ook wel de FCEV (Fuel Cell)

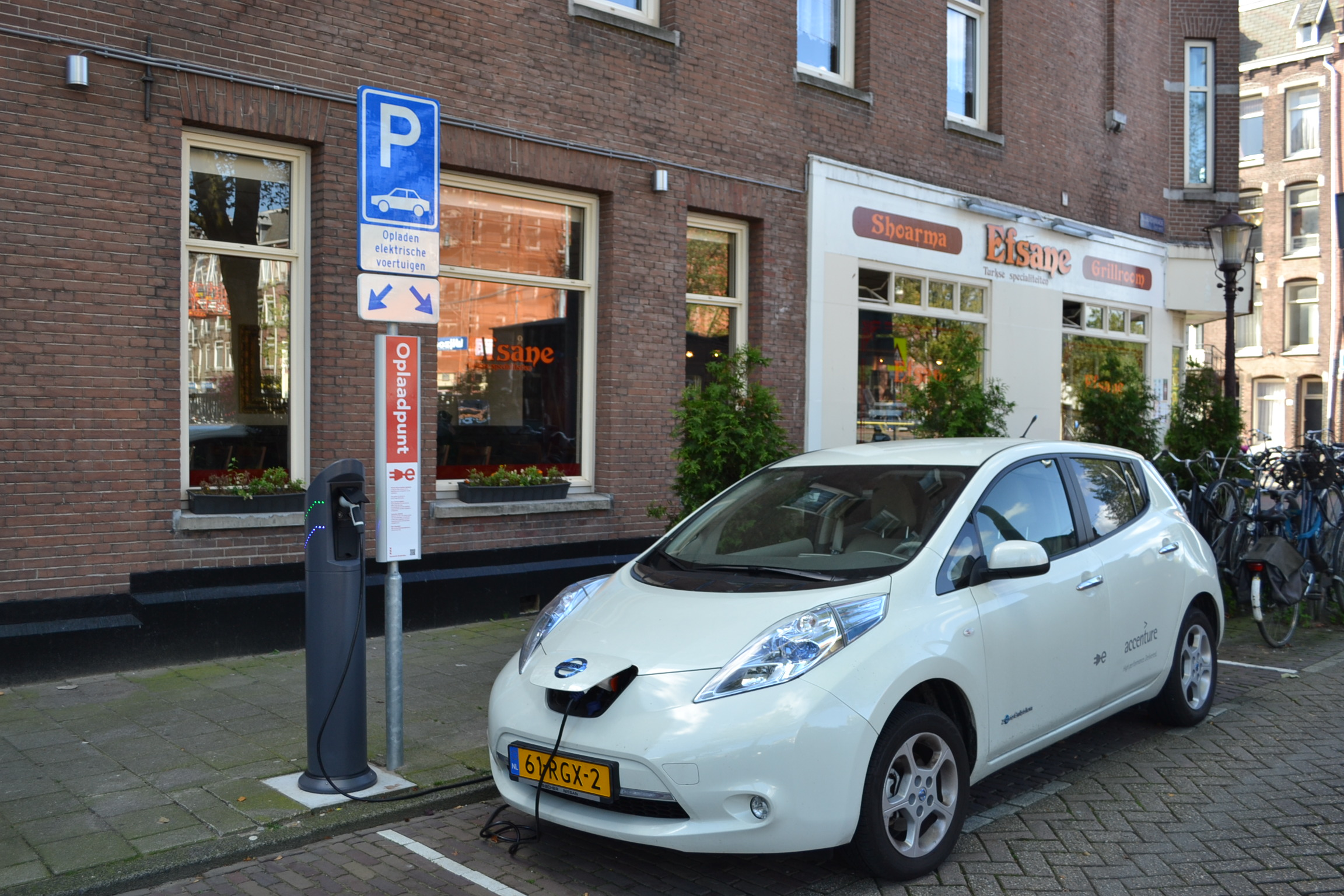
Een Nissan Leaf wordt opgeladen aan een laadpaal

Een elektrische auto (soms ook wel stekkerauto genoemd) is een auto die wordt aangedreven met een elektromotor. De energie wordt geleverd door een tractiebatterij of een brandstofcel. Eind negentiende, begin twintigste eeuw, toen de ontwikkeling van de auto nog in de kinderschoenen stond, was de elektrische auto een serieuze concurrent van de stoomauto en de auto met een brandstofmotor. Deze laatste zou het winnen, waarna de elektrische auto een nicheproduct werd. De elektrische auto is sinds 2010 sterk in opkomst en zal mogelijk de andere soorten verdringen. Het aantal elektrische auto's (inclusief hybride auto's) bedroeg wereldwijd in 2019 5,6 miljoen.

## Geschiedenis

### Tot de Tweede Wereldoorlog

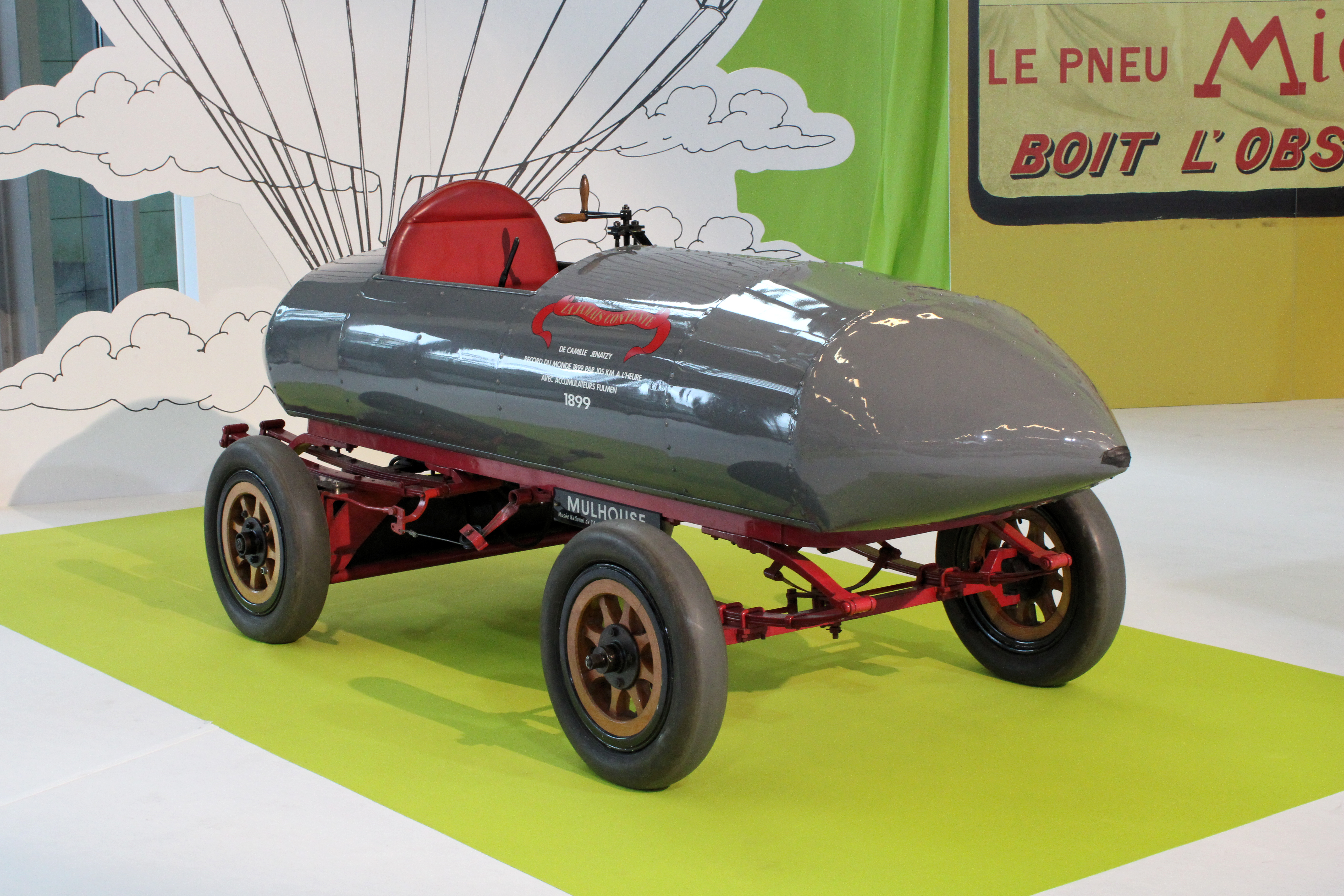
Replica van "La Jamais Contente" op de Mondial de l'Automobile 2018

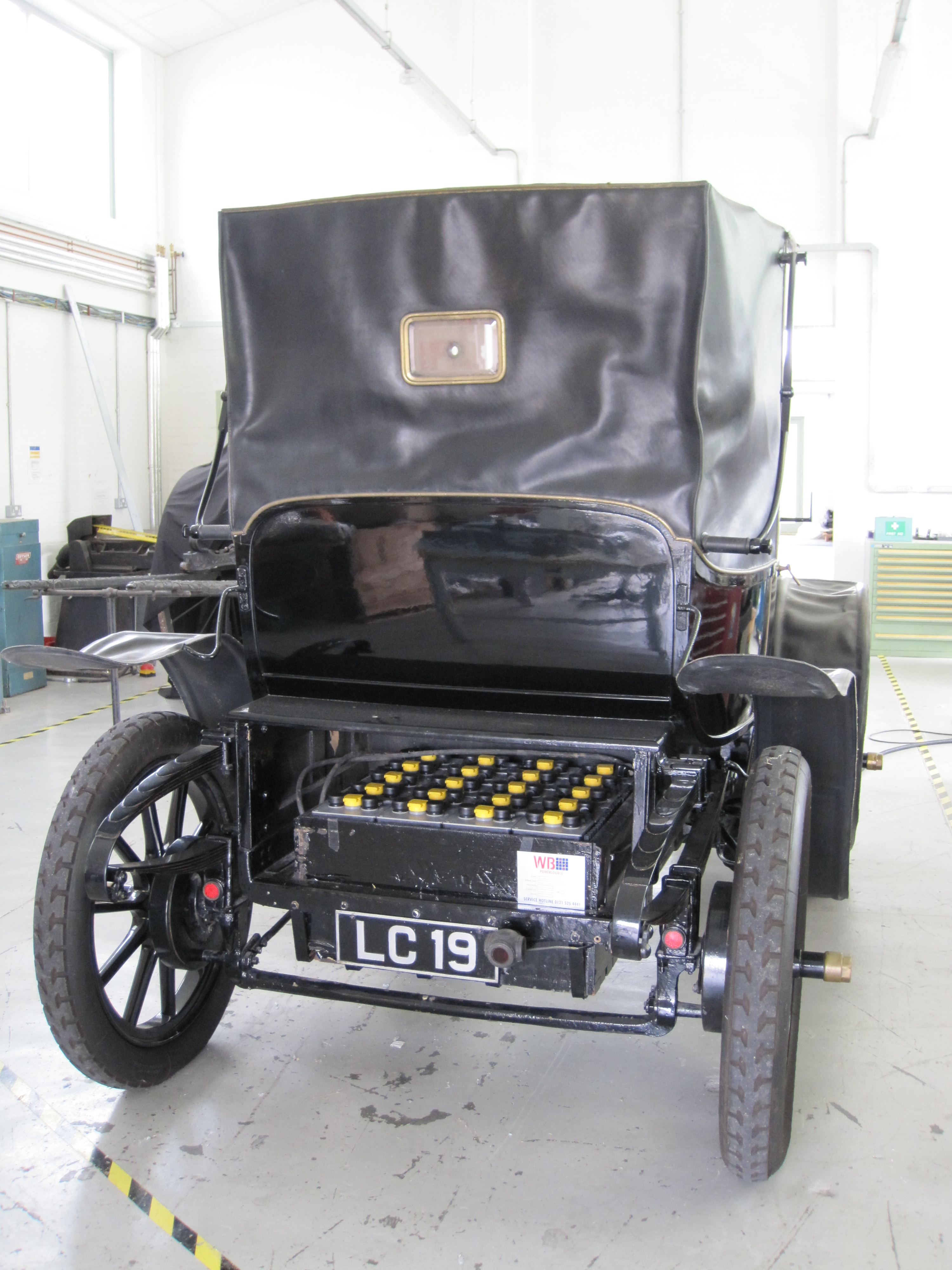
1904: De achterzijde met accu's van een Franse Krieger Electric Brougham, zoals gebruikt in Engeland door de hertog van Westminster

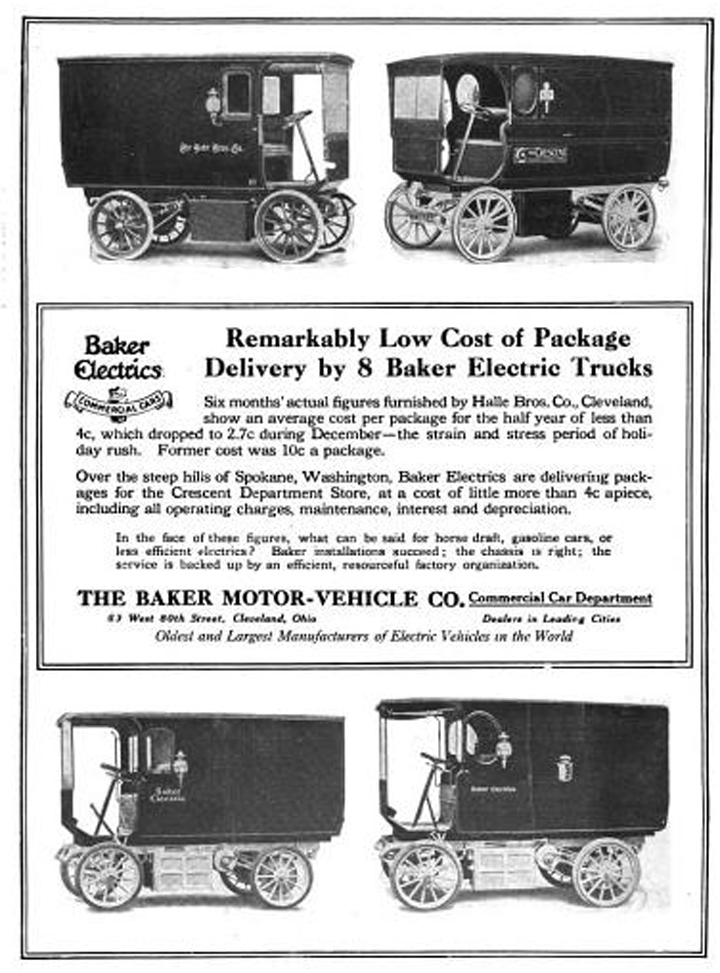
1912: Advertentie voor elektrische bestel- en vrachtauto's van de Amerikaanse fabrikant Baker, die van 1899 tot 1914 bestond. In 1906 bouwde het bedrijf 600 elektrische voertuigen en was daarmee de op acht-na-grootste fabrikant in de VS.

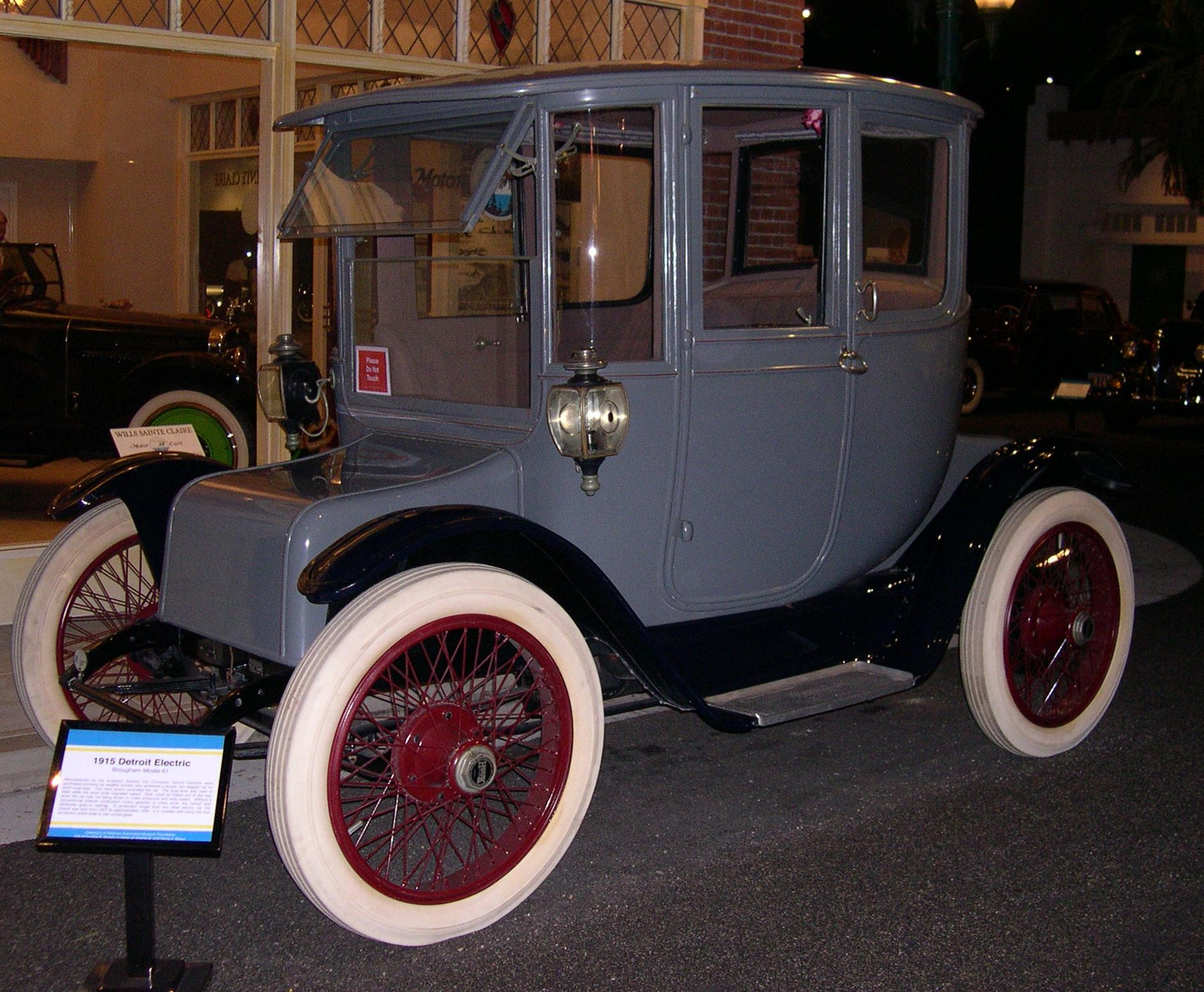
1915: Detroit Electric Brougham, VS. Let op de hoogte van de koets, speciaal geschikt voor dames met hoeden uit de betere stand. De stoelen konden naar elkaar worden toegedraaid en de besturing met een stuurstang was op de meest luxe uitvoeringen mogelijk vanaf zowel de voorste als achterste zitrij. De automobiel had een actieradius van ongeveer 100 kilometer bij een (toen gebruikelijke) gemiddelde snelheid van 25 km/u.

De eerste voorlopers van elektrische auto's waren op schaalmodel gemaakt, onder andere door de Hongaar Ányos Jedlik (1828), de Amerikaan Thomas Davenport (1834), de Groninger Sibrandus Stratingh (1835). Stratingh baseerde zijn auto op het werk van de Duits-Russische Moritz von Jacobi. Het schaalmodel bestaat nog steeds. De Schot Robert Anderson maakte een vroege koets, aangedreven door elektrische energie uit batterijen tussen 1832 en 1839. De Duitser Andreas Flocken heeft vervolgens in 1888 de eerste elektrische auto ter wereld gebouwd, twee jaar nadat zijn landgenoot Carl Benz de eerste auto vervaardigde.
Op 29 april 1899 verbrak de Belg Camille Jenatzy te Achères het wereldsnelheidsrecord op land met La Jamais Contente ('De Nooit Tevreden'). Deze elektrische auto was de eerste auto in de geschiedenis die de barrière van 100 km/h doorbrak met 105,882 km/h.
Rond 1900 waren relatief veel auto's elektrisch. Aan het eind van de 19e eeuw werd de brandstofmotor steeds beter, waardoor de elektromotor het uiteindelijk verloor.
Het fundamentele probleem met elektrische auto's was dat de energiedichtheid van oplaadbare batterijen circa 80 tot 300 keer zo klein is als die van benzine en dieselolie. Daarom moesten elektrische auto's met zware interne batterijen worden uitgerust, waardoor de snelheid en het bereik sterk beperkt waren. Er werden auto's op de markt gebracht die dit probleem omzeilden door twee motoren te gebruiken, een benzine- en een elektrische motor. Hoewel ingenieus, waren deze hybride auto's fragiel en duur. Mede hierdoor verloor de elektrisch aangedreven en hybride auto aan belang vlak na de Eerste Wereldoorlog.
De eerste jaren van de automobiel en de zoektocht naar een geschikte krachtbron
Voor een goed beeld van de vroege automobiel is het belangrijk om te schetsen dat de zoektocht naar een paardloos voertuig voor personenvervoer vanuit twee constructies werd benaderd. Enerzijds de koets, die al eeuwenlang mondjesmaat werd verbeterd. Anderzijds de gloednieuwe uitvinding van het rijwiel met trappers. Vanuit de ontwikkeling van het rijwiel (buizenframe, draadspaken, kogellagers, luchtbanden) werden steeds lichtere constructies mogelijk. Vanuit de koets werden chassis, vering en remmen verder ontwikkeld. Tussen 1880 en 1890 was de aandrijfbron echter nog variabel. De stoommachine was al het langst beschikbaar, maar was aanvankelijk te log en te zwaar voor een personenvoertuig. Na een fase van verkleining (Bollee, De Dion & Bouton, Serpollet) werd deze ook bruikbaar voor een automobiel. Datzelfde gold min of meer ook voor de interne verbrandingsmotor (een stoommachine is een externe verbrandingsmotor) die door zo'n fase heen ging (Otto & Langen, Lenoir, Daimler & Maybach, Benz). De nieuwste krachtbron was de elektromotor, die in het verlengde van elektrisch licht veelbelovend was.
In de periode tussen 1890 en 1915 werd de strijd om de dominante aandrijfbron uitgevochten, waarbij bedacht moet worden dat er in 1890 wereldwijd 10 automobielen werden gebouwd, in 1900 naar schatting 5.000, in 1910 naar schatting 100.000 en in 1915 ongeveer 1.000.000.
De elektrische auto had in die periode in enkele landen een serieuze rol in het verkeer. Dat was vooral het geval in de VS, Frankrijk en Duitsland. Ook in Nederland werden al vroeg elektrische auto's op de markt gebracht.
De elektrische auto's werden in hoofdlijnen op drie kenmerken ingezet. Kenmerken die ook nu nog duidelijke kwaliteiten van elektrische auto's zijn:
Korte actieradius
Door de korte actieradius werden deze voertuigen vooral ingezet in stadsverkeer als taxi's. Dat gebeurde als eerste in Parijs, waar in 1897/98 al een concours werd uitgeschreven om de meest geschikte taxi te selecteren als vervanging van de door paarden getrokken koets. Elektrische auto's van Jeantaud, CITA (Jenatzy) en Krieger presteerden hier beduidend beter dan auto's met benzinemotor.
Snelle acceleratie
Omdat een elektromotor direct vanuit stilstand een hoog koppel heeft en niet noodzakelijk een versnellingsbak nodig heeft, waren in de eerste wedstrijden voor het wereldsnelheidsrecord op de weg de elektrische auto's dominant. In 1898/1899 waren voertuigen (in 1898 een normale uitvoering, in 1899 speciaal ontworpen) van Jeantaud en Jenatzy over de kilometer (zowel met staande start als vliegend) aanzienlijk sneller dan auto's met benzinemotor. Na die twee kilometer was de batterij letterlijk leeg, want de Fulmen-batterijen van deze recordwagens waren niet oplaadbaar. Beide fabrikanten gebruikten de publiciteit die dergelijke records brachten voor hun zakelijke belangen in de verkoop van onder meer taxi's (zie boven).
Eenvoudige (en schone) bediening
In de beginjaren van de automobiel was een auto met benzinemotor (of op stoom) een ingewikkeld en duur apparaat, waar vuile handen de normaalste zaak van de wereld waren. Veel van de eerste automobilisten waren welgesteld en hadden een chauffeur voor de techniek, waaronder het aanslingeren van de motor. De elektromotor was schoon, simpel te bedienen en geruisloos. In de VS werden er dan ook veel verkocht aan dames uit de gegoede klasse. Zij reden er bijvoorbeeld mee naar de opera in de grote steden aan de oostkust van de VS, zonder chauffeur.
Een gedetailleerde beschrijving en analyse van de voor- en nadelen van de elektrische auto ten opzichte van de (stoom- en) benzineauto in de periode 1895-1915 is te lezen in De auto, van avonturenmachine naar gebruiksvoorwerp van Gijs Mom. Hierin wordt zowel de internationale situatie als die in Nederland geschetst.
De voordelen van de elektrische auto worden kleiner
De eerder genoemde voordelen van de elektrische auto (zoals in die tijd ervaren) ten opzichte van benzineauto's werden tussen 1900 en 1925 snel kleiner. Dat had eigenlijk vooral te maken met het feit dat de benzineauto steeds meer elektrische onderdelen ging gebruiken. Niet in de zin van accu's en elektromotoren voor de aandrijving van de wielen. Wel in de zin van:
- de elektrische startmotor in plaats van de slinger, uitgevonden door Charles Kettering en vanaf ongeveer 1920 op de meeste benzineauto's verkrijgbaar;
- de elektrische (hoogspannings)ontsteking in plaats van gloeibuizen, uitgevonden door Robert Bosch en vanaf ongeveer 1905 op de meeste benzineauto's verkrijgbaar;
- de elektrische verlichting in plaats van carbidverlichting, vanaf ongeveer 1920 op de meeste benzineauto's verkrijgbaar;
- de accu die deze elektrische hulpapparaten van stroom voorziet.

Op deze manier maakten de benzineauto's een flinke inhaalslag.
De nadelen van de elektrische auto worden groter
Een nog niet genoemd nadeel van de elektrische auto waren de relatief hoge aanschafkosten. Aanvankelijk was de markt voor automobielen vooral een markt met welgestelde kopers, voor wie de prijs niet zo'n beletsel was. In de VS kostte een elektrische auto als de Detroit Electric rond 1912 $3000. De introductie van de T-Ford bracht de prijsconcurrentie – mogelijk vanaf ongeveer 1912 door de lopende band, schaalvergroting en verdere rationalisatie van de productie – echt goed op gang. In 1922 kostte een T-Ford niet meer $850 zoals in 1908 maar $265.
Het nadeel van de beperkte actieradius werd ook uitvergroot door de nieuwe gebruikers van automobielen: vooral buiten de grote steden, waar de infrastructuur beperkt was en het aantal mijlen onbeperkt. Overigens hadden de meeste elektrische auto's (zoals de Krieger uit Frankrijk van 1904) al een vorm van regeneratie van de remenergie, door de elektromotor als dynamo te gebruiken. Dit had op zich een positief effect op de actieradius.
Buiten de VS gold dit eveneens en bleef de inzet na 1905 beperkt tot elektrische taxi's in grote steden zoals Hamburg (HEDAG), Berlijn (BEDAG) en Amsterdam. Exploitanten van zo'n taxivloot konden bij het dagelijks gebruik de kwaliteit van de banden (de vroegste luchtbanden hadden aanvankelijk zwaar te lijden onder de zware elektrische taxi's) en de kwaliteit van de accu's controleren.
Rond 1925 was daarmee over de hele wereld het gebruik van de elektrische auto zeer beperkt. De laatste innovatie betrof rond 1910 de introductie van een nieuw type accu door Thomas Alva Edison. In plaats van de lood(zuur)batterij had hij de nikkel/ferrobatterij ontwikkeld. Deze batterij was een stuk duurder maar hierdoor hadden de luxe versies van Detroit Electric, zoals de modellen Brougham uit 1915, een grotere actieradius van 100 mijl (160 km). Als promotie werd in 1917 een toer gemaakt naar Mount Rainier, ver buiten de natuurlijke habitat van deze voertuigen. Er zijn foto's die laten zien dat het voertuig onderweg tijdens deze Grand Tour werd opgeladen. Detroit Electric bouwde tot ongeveer 1935 als laatste fabrikant ter wereld nog elektrische auto's, de laatste waren voorzien van een normale motorkap. In totaal heeft deze fabrikant naar schatting 35.000 elektrische auto's gebouwd, een aantal dat pas rond 2011 werd overtroffen door Mitsubishi en Nissan. Het meest succesvolle jaar was 1912, met een geschatte jaarproductie van 4000 voertuigen (waaronder ook elektrische bestelwagens).

#### Nederland

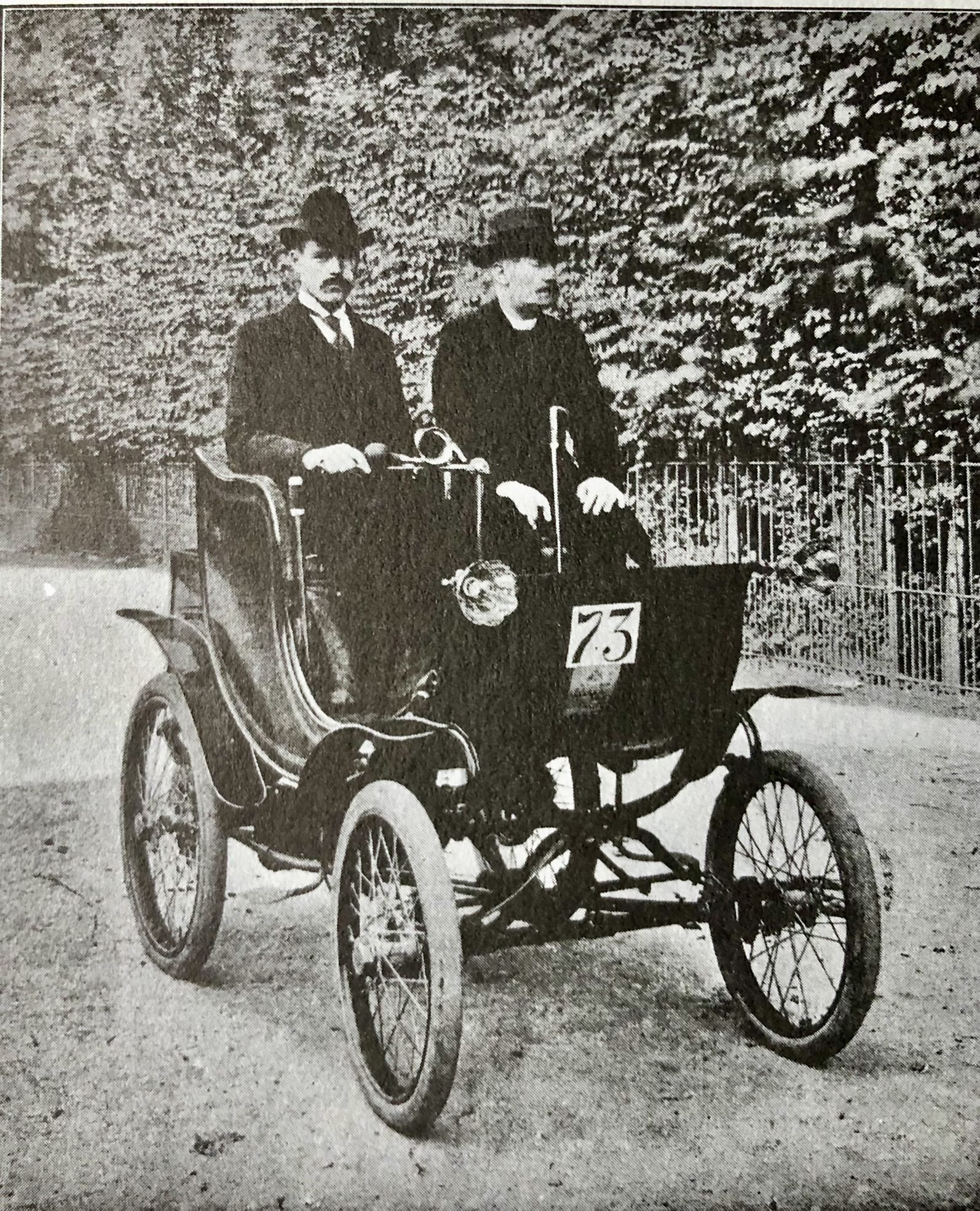
Elektrische auto van NMF uit 1901

Net als in andere landen werd ook in Nederland geëxperimenteerd met automobielen met elektrische aandrijving. Het eerst bekende exemplaar dateert van rond 1901 en werd gebouwd door de Nederlandse Metaalwarenfabriek te Amsterdam. Een publicatie uit die tijd schreef: "Terwijl andere firma's zich toe legden op de vervaardiging van benzine-rijtuigen, begreep men op deze fabriek, dat het beter was, dadelijk het beste systeem te kiezen en maakte daarom gebruik van elektriciteit." Het tweepersoonsvoertuig had een actieradius van 75 km (bij een snelheid van 15 km/u, een zeer acceptabele gemiddelde snelheid in die tijd). Het voertuig was relatief lichtgebouwd (met draadspaakwielen) maar woog door de 300 kg aan batterijen toch nog in totaal 650 kg. Over de productie-omvang is niets bekend, maar een productie van meer dan 10 exemplaren lijkt onwaarschijnlijk.
Een volgende voorbeeld van elektrische auto's in Nederland was wederom in Amsterdam, waar in 1909 Atax als taxibedrijf werd opgericht. Dit bedrijf startte met elektrische taxi's die werden betrokken bij de Hamburgse fabrikant Lloyd. Deze taxi had een actieradius van 55 km, mogelijk gemaakt door twee batterijen die samen 900 kg wogen. De ene batterij zat onder de chauffeursbank, de andere onder de passagiersbank. Atax stapte geleidelijk aan over op taxi's met een brandstofmotor, maar enkele elektrische exemplaren bleven tot ongeveer 1922 in gebruik als taxi.

### Van de Tweede Wereldoorlog tot 1999

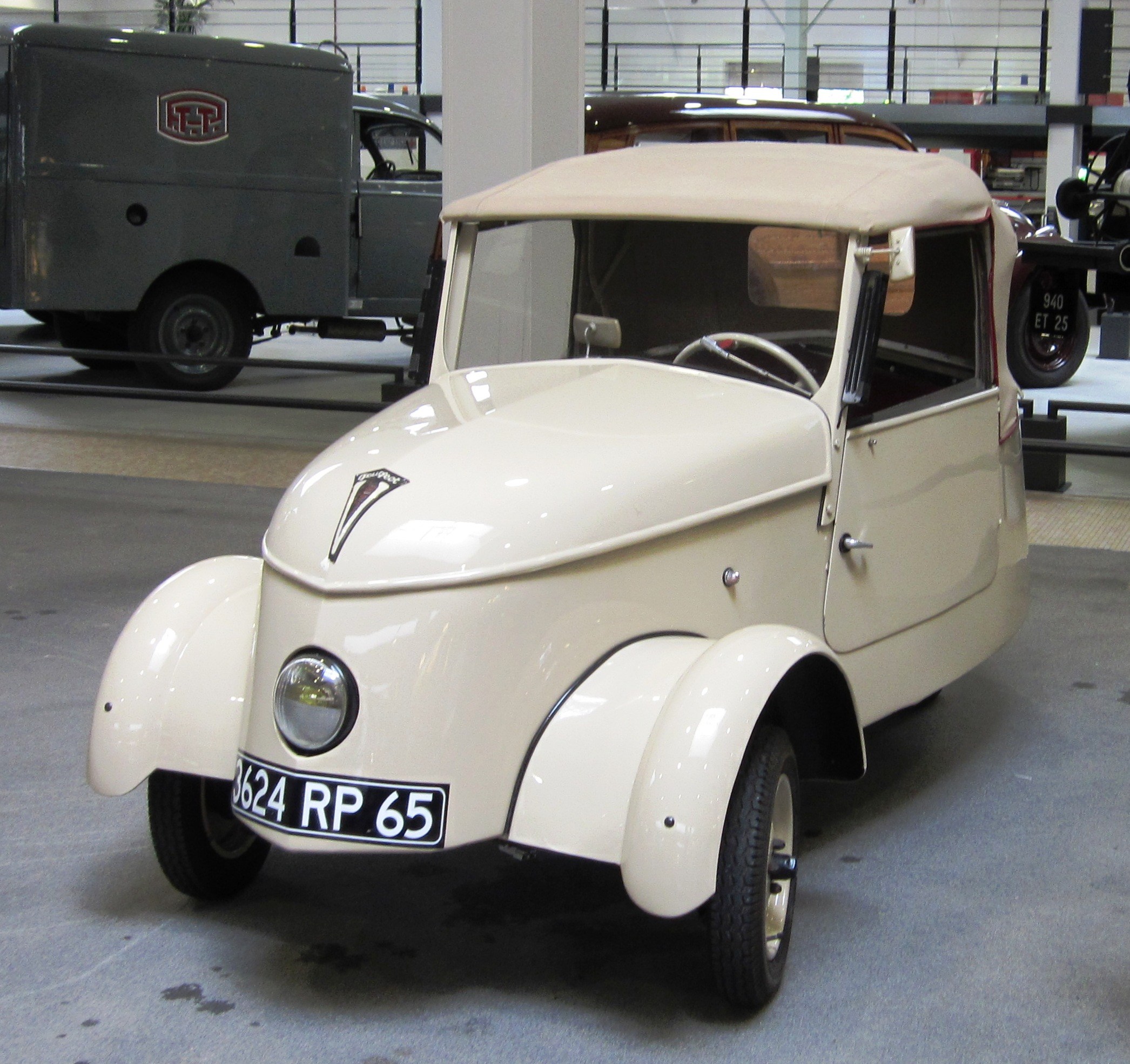
1942: Peugeot Voiture Légère de Ville, vanwege de benzineschaarste bouwde Peugeot enkele honderden exemplaren van deze elektrische auto

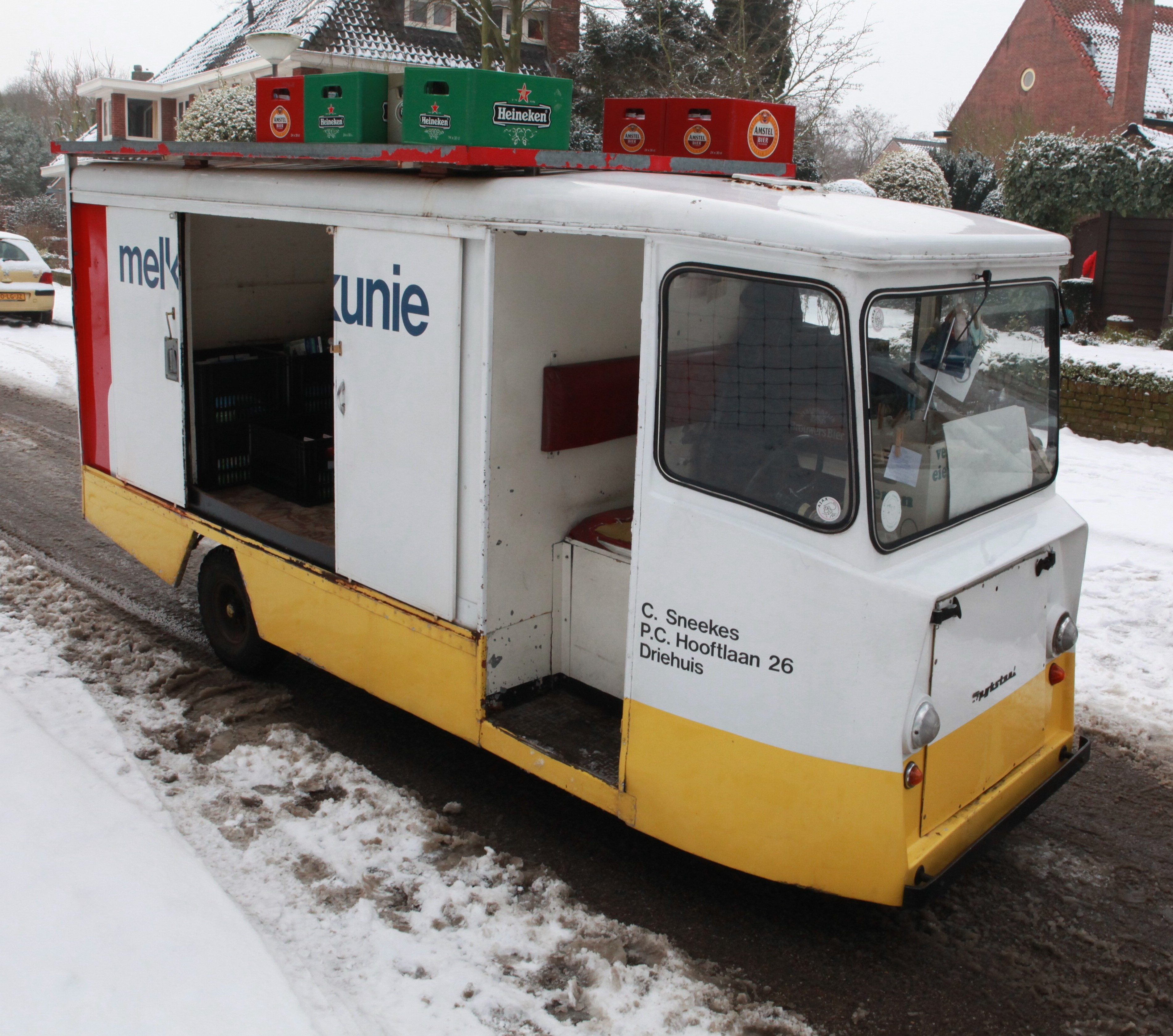
1969: De firma Spijkstaal bouwt al vele decennia elektrische voertuigen voor deur-aan-deurbezorging

Desondanks bleef men elektrische auto's ontwikkelen. Tijdens de Tweede Wereldoorlog kreeg de elektrische auto een tijdelijke opleving, mede veroorzaakt door het brandstoftekort. Een goed voorbeeld is de Peugeot VLV uit 1942. Daarna bleef het een tijd stil.
Vanaf de jaren zeventig begonnen diverse overheden zich nadrukkelijk te bemoeien met het stimuleren van de ontwikkeling van alternatieve aandrijfbronnen of de verbetering van bestaande. De nadruk lag daarbij niet alleen in de afhankelijkheid van de brandstof (wat er in de tank gaat) maar steeds meer in de uitstoot (emissie) na de verbranding in de motor (wat er uit de uitlaat komt). De overheid die daar het verst in ging was de staat Californië in de VS. De CARB (Clean Air Resources Board) in die staat werd in 1967 door gouverneur Ronald Reagan opgericht en mocht voor Californië als enige staat in de VS afwijken van de federale regelgeving. CARB introduceerde begin jaren negentig het begrip ZEV: een voertuig zonder uitstoot (zero-emissions vehicle). Dit uitgangspunt is van grote invloed geweest op de mate waarin producenten en consumenten elektrische auto's zijn gaan ontwikkelen en gebruiken.

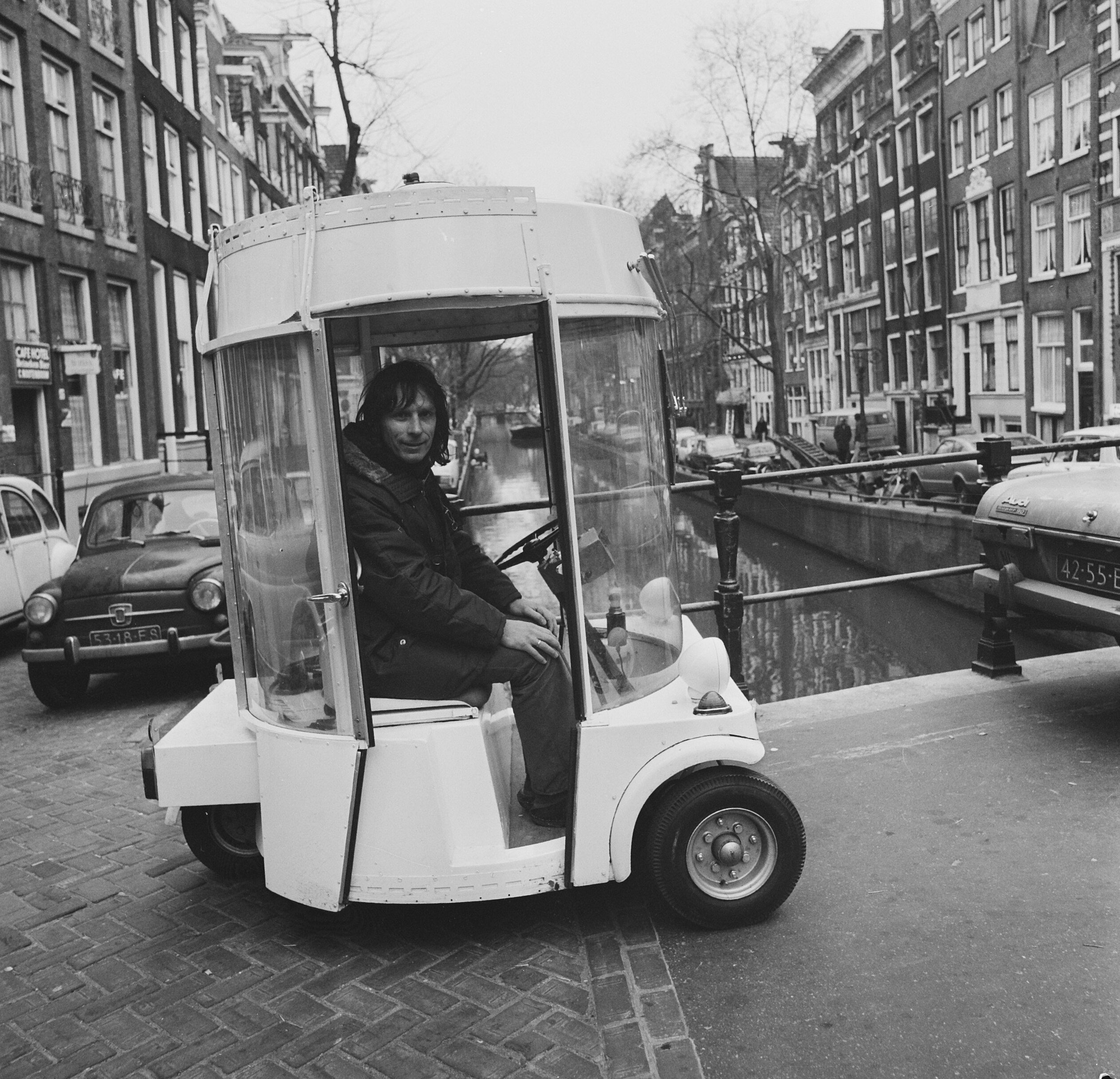
1974: Bedenker en ontwerper Luud Schimmelpennink in de Witkar. De auto had een motor van 2 kW en woog 450 kg

In de jaren negentig experimenteerden merken zoals Ford met de EV-Ranger en de Noorse 'FJORD' Th!nk, GM met de GM EV1 en Toyota met de Toyota RAV4 EV. In 1997 introduceerde Toyota de hybride auto Prius, die de voordelen van een elektromotor en een verbrandingsmotor combineerde. De auto werd een groot verkoopsucces.
De EV1 van General Motors werd als leaseauto op de markt gebracht. De leasecontracten werden echter vroegtijdig opgezegd en de eigenaren werden verplicht de voertuigen in te leveren om te worden vernietigd. De vernietiging bracht protest teweeg die vooral in Hollywood weerklank kreeg. Onder voorstanders van elektrische auto's, 'EVangelisten', bevinden zich acteurs als: Danny DeVito, Tom Hanks, George Clooney, Leonardo DiCaprio, Alexandra Paul, Cameron Diaz.

#### Nederland
Net als in andere landen was de schaarste aan aardolieproducten gedurende de oorlog een reden om nieuwe elektrische voertuigen te ontwikkelen. In Den Haag werd voor personenvervoer de Story ontwikkeld door de Internationale Automobiel Maatschappij. Het was een driewieler voor twee personen, een neerklapbaar dak en twee wielen achter. De actieradius was 40 km en de topsnelheid 35 km/u. In totaal zijn er tussen de 75 en 100 gebouwd.
Toen de brandstofschaarste voorbij was, lagen er mogelijkheden voor elektrische voertuigen op het gebied van langzaam bestelvervoer (zoals melkwagens en broodwagens en later de SRV-wagen van Spijkstaal uit Spijkenisse vanaf 1955). Daarnaast waren er kansen voor snel bestelvervoer (zoals bestelbussen van Van Gend & Loos). Hierbij gebruikte men bussen van de Engelse fabrikant Smith's. De accucapaciteit bedroeg 28 kWh (80 volt, 350 ampère) en de actieradius (waarschijnlijk) 34 km. Het nuttige laadvermogen bedroeg 1400 kg.
Toen zich in de jaren zeventig twee energiecrises voordeden werd de ontwikkeling van de elektrische auto weer gestimuleerd. Rond deze tijd (1974) werd bijvoorbeeld het Witkarproject opgestart, volgend op het wittefietsenplan in Amsterdam van het einde van jaren zestig.

### 2000-2009: deels elektrische hybride auto's en nieuwe accutypen
Ondanks het succes van de hybride auto's, zoals de Prius, lieten de volledig elektrisch aangedreven modellen aan het begin van de 21e eeuw veel te wensen over. Het Amerikaanse bedrijf ZAP had in 2006 de in China geproduceerde auto Xebra op de markt gebracht met een topsnelheid van 65 km/h en een actieradius van 64 kilometer. Van de Indiase REVAi, ook bekend als de G-wiz in Londen, werden 3000 exemplaren geproduceerd. De Reva haalt een top van 80 km/h en heeft onverwarmd een actieradius tot 80 km en verwarmd tot 60 km.
Langzaamaan werd echter de opstap naar een volwaardige concurrent voor de auto met brandstofmotor gezet. In 2008 ging de volledig elektrisch aangedreven Tesla Roadster in productie. Het Noorse Th!nk werd herstart en ook grote autobedrijven als Toyota en Honda brachten hybride auto's op de markt. Door stijgende belangstelling begonnen andere fabrikanten ook belangstelling te krijgen voor de fabricage van hybride en elektrisch aangedreven auto's.

### 2010-2019: Japanse pioniers, Tesla en investeringen in infrastructuur

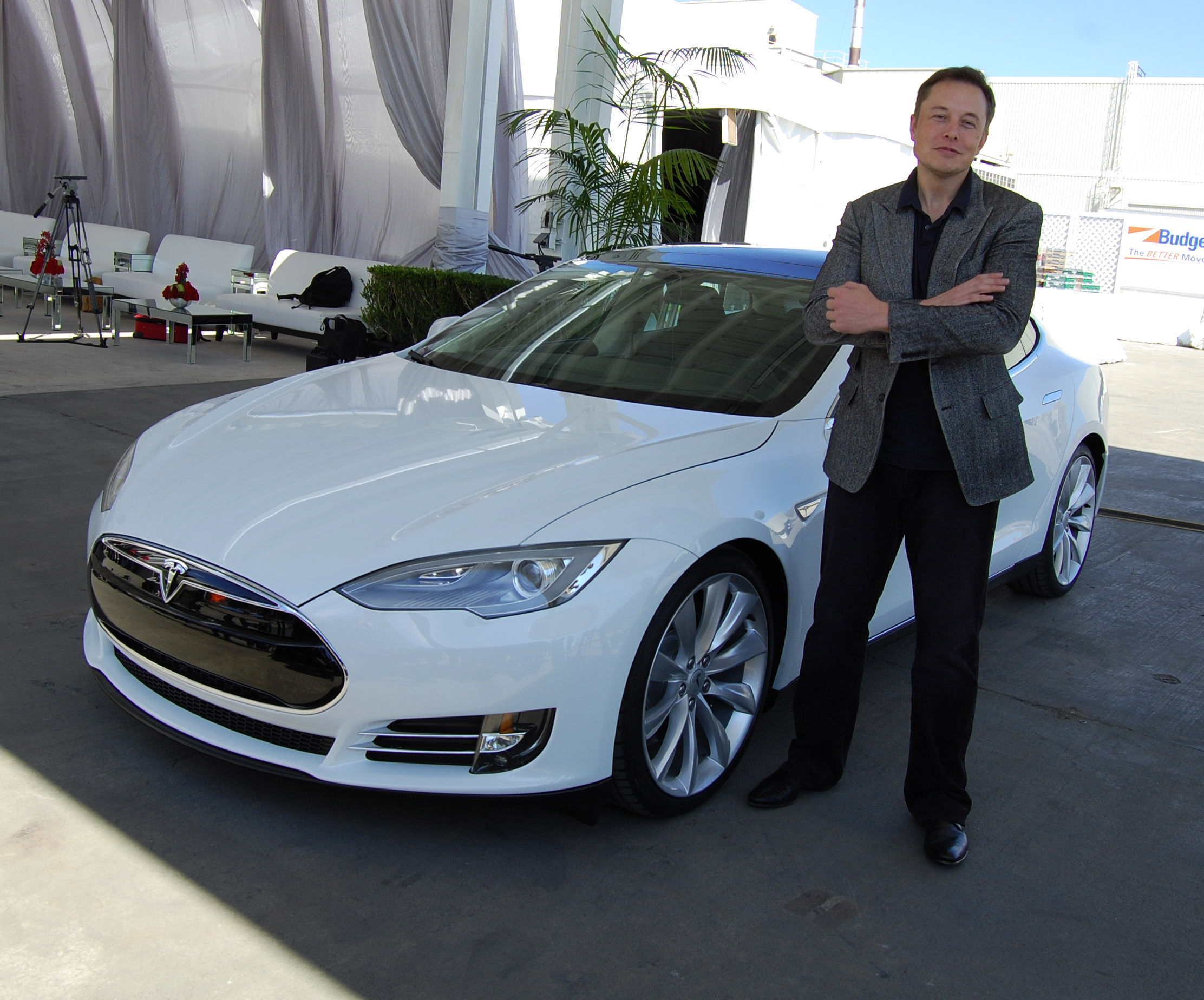
Elon Musk staand voor een Tesla Model S in 2011

Sinds 2010 haalt een nieuwe generatie elektrische wagens het voorplatform: Tesla Motors begon op grotere schaal elektrische sportwagens te verkopen. Renault en Nissan mikten op de markt van kleine stadsauto's met respectievelijk de Renault ZOE en de Nissan Leaf. BMW richtte het BMW i-gamma op, waarmee het op de premiumstadsauto's mikte met de BMW i3. Vanaf 2014 was ook de Volkswagen E-Up beschikbaar in Nederland.
Tegelijkertijd ontstonden vanaf 2012 zogeheten stekkervarianten van de hybride auto's, zoals de Toyota Prius. Hiermee werd een volledig elektrische actieradius mogelijk van rond de 50 km. Op deze manier konden de producenten stapsgewijs de techniek verder ontwikkelen en consumenten wennen aan wat in Nederland 'stekkeren' wordt genoemd. De overheid faciliteerde fiscale voordelen voor deze PHEV's (plug-in hybrid electric vehicles).
Op 12 juni 2014 maakte Tesla Motors bekend dat het voortaan al zijn patenten openstelde voor andere fabrikanten, om de ontwikkeling van elektrische auto's te versnellen. Rond 2010 hebben enkele automerken hun eerste elektrische auto's op de markt gebracht. Een nieuwe ontwikkeling is de zelfrijdende auto gebaseerd op een elektrische aandrijflijn.

## Motor

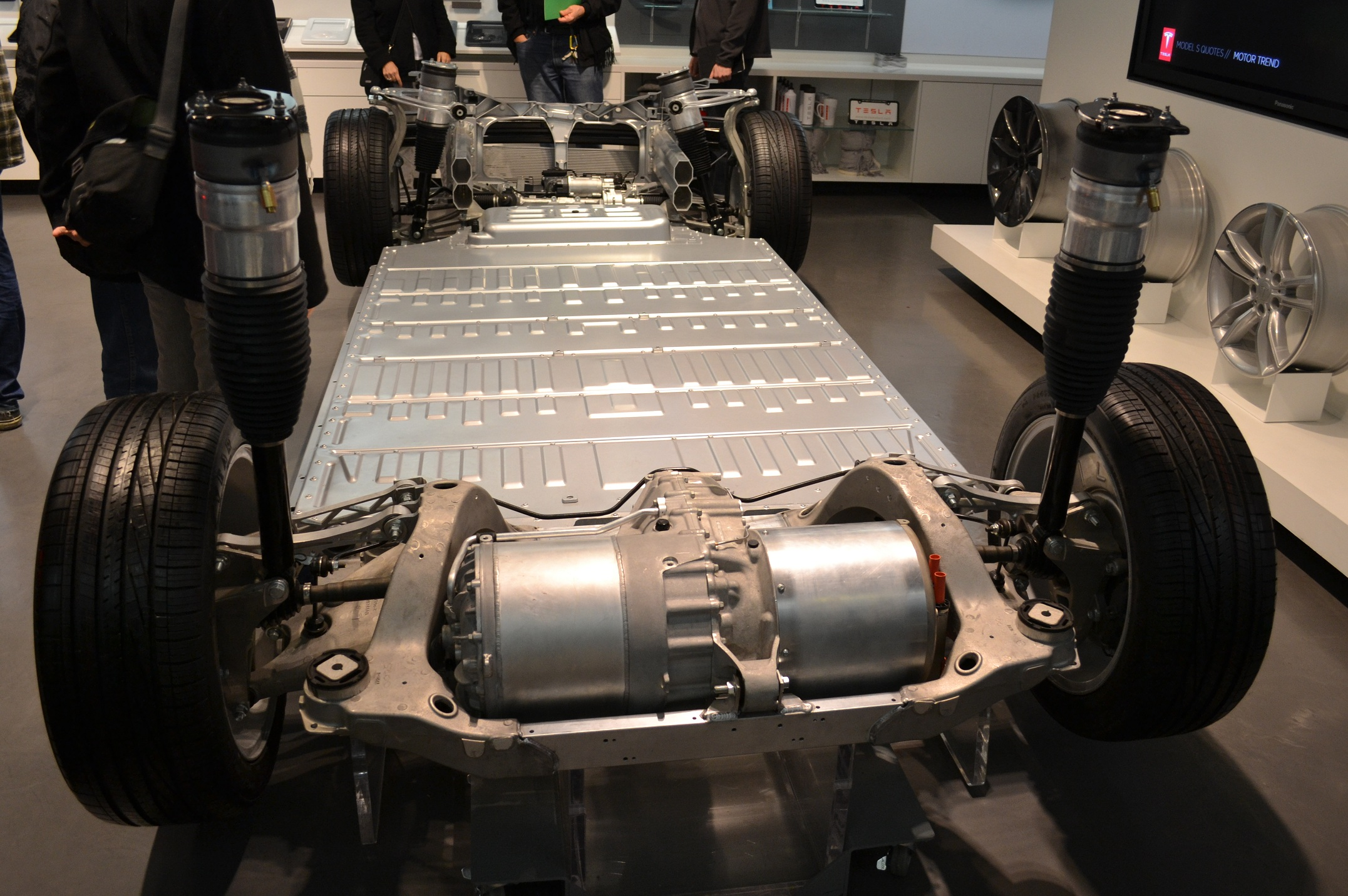
Tesla-motoraandrijving (links) en inverter (rechts) aan de achterzijde

De elektrische tractie kan uitgerust zijn met een single-motor of een multi-motorsysteem. Een single-motor is een centraal motorblok dat via een differentieel de verschillende wielen aandrijft (twee- of vierwielaandrijving). Een dual motorsysteem is een vierwielaandrijving waarbij ieder wielstel een motor met een differentieel heeft. Tot slot is een systeem mogelijk van vier onafhankelijke wielmotoren (In Wheel Motor). Hierbij worden de snelheidsverschillen door slip of bochten per wiel elektronisch op elkaar aangepast.
Bij een motor wordt de omwentelingssnelheid door een inverter geregeld, die van de gelijkstroom van de accu een driefasige spanning maakt voor een driefasige asynchrone motor. De hierbij traploos te genereren frequentie bepaalt de snelheid. Hierdoor is geen versnellingssysteem nodig en heeft de motor bij iedere snelheid hetzelfde rendement. Via tandwielen wordt het koppel vergroot en een lagere omwentelingssnelheid gerealiseerd.
De tractie is vaak zo gemaakt dat de motor ook gebruikt kan worden voor recuperatief remmen, waarbij de motor als dynamo gebruikt wordt om de accu op te laden. Indien de auto zodanig is afgesteld dat het loslaten van het gaspedaal leidt tot remmen, dan wordt gesproken van een one-pedalsysteem. Een elektrische auto heeft naast het remsysteem via de motor vrijwel altijd ook een mechanisch remsysteem.

## Accu
De elektrische energie wordt opgeslagen in een tractiebatterij. Een tractiebatterij bestaat uit een aaneenrijging van duizenden batterijcellen. Bij elkaar geven deze een voltage van enige honderden volt. De capaciteit van een accu wordt uitgedrukt in kilowattuur (kWh). Het doel van wetenschappers is om een batterij te ontwikkelen die de elektrische auto een even grote actieradius geeft als de benzineauto (800 km) en vele malen kan opladen en ontladen zonder capaciteitsverlies. Door de inzet van nanotechnologie kan een batterij zelfs na duizend oplaad/ontlaadcycli nog 97% van de oorspronkelijke capaciteit behouden.
In 2023 heeft de batterij in een elektrisch auto gemiddeld een capaciteit van 68 kWh. De kleinste gebruikte batterij heeft een capaciteit van 21 kWh en de grootste 123 kWh.
De prijs van accu's is gedaald van $1.000 per kWh in 2010 tot $153 in 2022. Kostte bijvoorbeeld een 30kWh-accu, aanwezig in het 2017 model van de Nissan Leaf, in 2010 nog $ 30.000. De prijs van een dergelijke auto was gedaald naar $7.500 in 2017.
Enkele bekende fabrikanten van deze accu's zijn het Chinese CATL en het Zuid-Koreaanse bedrijf LG Energy Solution. In Europa heeft Northvolt in 2022 de eerste accu's geleverd aan de auto-industrie.

### Typen
Aanvankelijk werden alleen loodaccu's gebruikt, inmiddels zijn er diverse andere typen ontwikkeld
- Lithium-batterijen

Het meest gebruikelijke type is anno 2022 de lithium-ion-accu. Deze accu's worden bijvoorbeeld ook in de mobiele telefoon en laptop toegepast. Een lithium-ion-accu is zowel kleiner als lichter dan andere typen. Een Mercedes-Benz Electro Transporter uit 1972 had nog 860 kilo aan loodaccu's met een actieradius van 50 tot 100 kilometer. In 2019 woog een 80kWh-accupakket nog circa 650 kg, met een actieradius van maximaal 400 kilometer. Er is een voortdurende ontwikkeling naar kleinere en lichtere accu's.
- In ontwikkeling
  - lithium-luchtbatterij[19]
  - metaal-luchtbatterij[26]
  - solid-state-batterij. Deze batterij bevat geen vloeistoffen. Zo kan de batterij hogere voltages weerstaan, zodat die sneller oplaadt.[27] Een ander voordeel wat hierbij komt kijken is de temperatuurresistentie. Zo kan de batterij functioneren bij temperaturen tussen de −30 en de 100 graden.[28] Daarbij hebben dit soort batterijen een hogere dichtheid en kunnen zij dus een hogere capaciteit realiseren.[27]
  - natrium-batterijen. Het voordeel hiervan is de prijs en de simpliciteit, natrium is immers makkelijker te winnen dan lithium. Dit soort batterijen staan nog in de kinderschoenen en zijn nog niet geschikt voor gebruik.[29]
  - redox-flow-accu.[30]
  - Goodenough-glasbatterij, die een hoge energiedichtheid tegen lage prijs zou leveren.[31]

## Energie-efficiëntie
Elektrische auto's hebben een energie-efficiëntie waarbij elektrische energie (kWhe) 74% tot 94% wordt omgezet in voortbeweging (kWhm). Een auto met benzinemotor haalt een efficiëntie van slechts 14% tot 30% uit de stookwaarde (kWht) van de brandstof en de hybride 25% tot 40% uit die stookwaarde. Het grootste verschil ontstaat door de beperkingen van elke extractie van bruikbare, nuttige energie uit warmte. Een kWht kan nooit omgezet worden in evenveel kWhe. Deze beperkte omzetting uit warmte vloeit voort uit de 2e hoofdwet van thermodynamica. De omzetting van warmte naar mechanische of elektrische energie heeft altijd een deel restwarmte. De optimale cyclus is gekend als de cyclus van Carnot, en deze geeft het minimale verlies in ideale omstandigheden. Energieverlies van een auto met benzinemotor is de warmte die deze produceert en niet voor de voortbeweging gebruikt kan worden. Dit is eigen aan elk thermisch proces om mechanische energie of elektriciteit uit warmte te halen. Bij een thermische elektriciteitscentrale gaat procentueel evenveel warmte verloren, wegens hetzelfde proces. Een omzetting tussen elektrische en mechanische energie is tussen twee energievormen van dezelfde soort (exergie, lage entropie), en dit kan in beide richtingen zeer efficiënt.

## Actieradius
De actieradius, ook bereik of range genoemd, is de afstand die een voertuig kan afleggen met een volle tank of accu. De eerste elektrische auto, ontworpen door Ferdinand Porsche, uit 1898 had een actieradius van 49 mijl (79 km). In 2017 is de elektrische auto met de grootste actieradius de Tesla Model S 100D met 515 kilometer. De actieradius wordt hoofdzakelijk bepaald door de capaciteit (kWh) van de accu, en daarnaast door factoren als de efficiëntie van de motor, stroomlijn, rolweerstand van de banden, recuperatief remmen, totaalgewicht van de auto, buitentemperatuur, (tegen)wind, en rijgedrag van de bestuurder.
De fabrikant vermeldt de actieradius van een voertuig op basis van de NEDC-norm. Dit zijn waarden die gemeten zijn onder laboratoriumomstandigheden en werden daarom als onnauwkeurig gezien. De NEDC-norm is in 2017 vervangen door de WLTP.
De praktische actieradius van een elektrische auto hangt af van eerder genoemde factoren. Om een beter inzicht te krijgen wordt hiervoor conform de Elektrische Voertuigen Database (EVDB) een indeling met zes indicaties gehanteerd, die ook door autofabrikanten is overgenomen:
- Stad – Winter
- Stad – Zomer
- Snelweg – Winter
- Snelweg – Zomer
- Gecombineerd – Winter
- Gecombineerd – Zomer

Toelichting:
- Stad: hierbij wordt uitsluitend binnen de bebouwde kom gereden. Het verbruik zal laag zijn, omdat de rijsnelheden laag zijn en omdat tijdens het remmen de remenergie wordt omgezet in elektrische energie, die weer naar de accu's wordt teruggevoerd.
- Snelweg: hierbij wordt uitsluitend op snelwegen gereden en niet op N-wegen. Hierbij gaat het om het constant aanhouden van hoge snelheden.
- Gecombineerd: hierbij wordt een mix gemaakt van de stad, N-wegen en snelwegen. Omdat hierbij de ritten van de bestuurders sterk van elkaar verschillen, wordt hieruit een gemiddelde berekend.
- Zomer: hierbij wordt een buitentemperatuur gehanteerd van 23 °C, zonder gebruik van airconditioning.
- Winter: hierbij wordt een buitentemperatuur gehanteerd van −10 °C en continu gebruik van de verwarming.

## Voor- en nadelen
De voor- en nadelen van de volledig elektrische auto met accu ten opzichte van een auto met een verbrandingsmotor op benzine zijn:

### Voordelen
- snelle acceleratie door hoog koppel
- stationair draaien niet nodig
- bij remmen en afdalen kan de energie gebruikt worden om de accu op te laden
- toelevering van elektriciteit aan elektriciteitsnet mogelijk (vehicle-to-grid)
- weinig warmteproductie
- de elektromotor heeft een hogere energetische efficiëntie dan een brandstof- en waterstofauto (zie: energie-efficiëntie)
- potentieel duurzame energie: hoe meer elektriciteit uit wind- en zonne-energie in plaats van uit kolencentrales afkomstig is, hoe duurzamer de elektriciteit is waarop de auto rijdt (zie: milieuaspecten)
- op lokaal en nationaal niveau: milieuvriendelijker, want geen stikstofoxidenuitstoot (zie: milieuaspecten)
- op lokaal niveau: op langere termijn minder doden door minder fijnstof
- op globaal niveau: gunstig voor het verminderen van klimaatopwarming door minder of geen CO2 uitstoot (zie: milieuaspecten)
- op nationaal niveau: minder afhankelijk van fossiele brandstoffen bij de productie van elektriciteit uit zon, water- en windenergie
- de prijs per kilometer is lager[41] doordat elektriciteit meestal goedkoper is
- de wegligging van de auto is stabieler doordat het zwaartepunt lager ligt, de accu bevindt zich in de bodem van de auto,[42] waardoor de auto minder snel over de kop slaat.[43]
- de elektromotor is stiller dan de benzine of dieselmotor, wat bij lage snelheden in een lawaaireductie van het voertuig resulteert[44]
- de elektromotor is kleiner en lichter dan de benzine- of dieselmotor[9][45]
- minder onderhoud doordat de aandrijflijn eenvoudiger is dan de benzine- of dieselmotor (zie: onderhoud)
- (soms) fiscale voordelen voor eigenaren (zie: belastingen)
- thuis kunnen opladen
- het interieur van de auto te kunnen voorverwarmen of te koelen (bij grote hitte) zonder draaiende motor.

### Nadelen
- Hogere aanschafprijs: de aanschafprijzen van de auto lagen in 2016 in Nederland tussen de 9.000 en 17.000 euro hoger dan bij vergelijkbare handgeschakelde auto's op benzine of diesel.[41] De hogere aanschafprijs is een van de belangrijkste bezwaren om een elektrische auto aan te schaffen.[46] Overheden ondervangen dit met subsidies en belastingvoordelen.
- Laadinfrastructuur van voldoende laadpalen dient te worden opgezet en te onderhouden langs verkeersaders en in bewoonde gebieden.
- De actieradius is minder dan bij benzine-, diesel- of waterstofauto (2017). Dit wordt ervaren als een van de belangrijkste bezwaren tegen de aanschaf van een elektrische auto.[46] (zie ook: actieradius) Dit heeft te maken met de lagere energiedichtheid van de lithium-ion-batterij.
- Opladen duurt langer dan tanken bij de benzine-, diesel-, of waterstofauto. Dit geldt vooral voor thuis opladen en voor openbare laadpunten, hoewel snellaadpalen opladen binnen een half uur. Een alternatieve oplossing voor dit probleem zijn verwisselbare batterijen (batterijwisselstations zijn in opkomst), of auto's met een range extender.
- Het gewicht van de auto is hoger (motor licht, aandrijfbatterij zwaarder).
- De energiedichtheid van een aandrijfbatterij is veel lager dan van benzine en diesel waardoor de aandrijfbatterij groter is dan de benzine- of dieseltank.[47]
- Doordat elektromotoren nauwelijks warmte produceren, moet het interieur 's winters met stroom uit de aandrijfbatterij verwarmd worden, terwijl aandrijfbatterijen bij lage temperaturen juist minder presteren. Daardoor wordt de actieradius kleiner. Een auto met een verbrandingsmotor wordt verwarmd met restwarmte van de motor en hoeft dus 's winters geen extra energie te gebruiken.
- Vooral bij snelheden tot 30 km/h horen voetgangers en fietsers de auto niet aankomen vanwege de stille motor. Sinds juli 2019 moeten daarom alle nieuwe elektrische auto's binnen de EU volgens Europese verordening nr. 540/2014 een kunstmatig geluid produceren wanneer ze trager dan 20 km/h rijden. Een dergelijk systeem wordt een 'AVAS' genoemd (Acoustic Vehicle Alert System).[48][49]
- De beperktere mogelijkheden om een aanhangwagen trekken. De Tesla Model X was in 2015 de eerste volledig elektrisch aangedreven personenauto die een aanhangwagen mag trekken, later verschenen Tesla Model 3, Tesla Model Y, Jaguar I-Pace, Audi e-tron 55 Quattro, Mercedes-Benz EQC, en Sion Sono Motors met een trekhaakoptie.[50]
- Onzekere (toekomstige) inruilwaarde van de auto,[51] mede doordat pas sinds 2010 elektrische auto's op de (Nederlandse) markt verschenen.
- Onduidelijkheid over de levensduur van de aandrijfbatterij (capaciteitsverlies door inwendige degradatie is een nog niet geheel begrepen proces).[52]
- Onduidelijkheid over recycleermogelijkheden van de aandrijfbatterij,[53] al zijn deze anno 2019 al verfijnder en minder energie-intensief geworden.[54]
- De brandveiligheid van parkeergarages is in het geding.[55] Hoewel elektrische auto's beduidend minder vaak ontbranden auto's met verbrandingsmotor,[56] zijn brandende lithium-accu's moeilijker te blussen. De accu kan veel langer blijven branden (soms tot wel vijf dagen lang).[57][58] Hierbij valt te bedenken dat in 2035 waarschijnlijk alle parkeergarages meer dan 90% elektrische auto's bevatten. Het toewijzen van plaatsen dicht bij de uitgang is dan niet meer uitvoerbaar.[59]

## Milieuaspecten
De milieu-effecten van de elektrische auto tijdens de gehele levenscyclus kunnen worden opgedeeld in drie fases: de productie van de auto (inclusief productie van de aandrijfbatterij), het rijden (inclusief de elektriciteitsproductie die nodig is om de aandrijfbatterij op te laden) en het recycleren van auto en aandrijfbatterij.
Elektrische wagens veroorzaken tijdens het rijden geen uitstoot van koolstofdioxide (CO2) en stikstofoxide (NOx). Door slijtage van de remmen en banden komen fijnstofdeeltjes vrij, maar door regeneratief remmen vindt er minder slijtage aan de remblokjes plaats; hoewel er door het soms hogere gewicht van een elektrische auto meer slijtage van de banden en het wegdek plaatsvindt ten opzichte van een gemiddelde auto met verbrandingsmotor. Hoe groot het lokale effect hiervan is ten opzichte van een benzineauto is nog niet goed onderzocht.
Tijdens het rijden verbruikt de auto elektrische energie. Wanneer de auto wordt opgeladen bij een oplaadpunt waarvan de elektriciteit afkomstig is van zonnepanelen of een groene stroomleverancier, dan rijdt hij op duurzaam geproduceerde elektriciteit. De snellaadstations van Fastned leveren 100% groene stroom van zon en wind. De energiebron van andere laadpalen is moeilijker vast te stellen. Volgens TNO, die de gehele cyclus van bron tot verbruik met alle ins en outs heeft uitgerekend, produceert een elektrische auto beduidend minder CO2 dan een conventionele auto. Bij de elektriciteitsmix van 2014 stoot een volledig elektrische auto zo'n 35% minder CO2 uit dan een conventionele auto. Dit kan verbeteren als het percentage duurzame elektriciteit omhoog gaat en de efficiëntie van de auto's verder stijgt.
Wat betreft de geluidsoverlast tijdens het rijden presteert de elektrische auto beter dan de auto met verbrandingsmotor, vooral binnen de bebouwde kom.
De milieubelasting die optreedt bij de productie en afschrijving van elektrische auto's, exclusief de aandrijfbatterij, is gelijk aan of kleiner dan die bij traditionele auto's. Elektrische auto's hebben echter zwaardere aandrijfbatterijen. De milieubelasting van productie en afschrijving hangt af van het type aandrijfbatterij. De metalen nikkel, kobalt en ijzer in nikkel-metaalhydride-accu's (NiMH) zijn goed recycleerbaar. Bij lithium-ion-accu's zijn er twee fasen: het tweede leven van de aandrijfbatterij als energieopslagsysteem in gebouwen. Bij het einde van de levensduur kunnen vooral aluminium, koper en kobalt teruggewonnen worden.
Lithium-ionbatterijen verliezen, afhankelijk van de omgevingstemperatuur, na 5 tot 20 jaar zo'n 20% van hun capaciteit. Met name langdurige blootstelling aan temperaturen boven de 30 °C heeft een nadelig effect. Andere nadelige factoren zijn snel optrekken en remmen, en hoe vaak er gebruikgemaakt wordt van snelladen.
Lithium-ionbatterijen bevatten hoofdzakelijk nikkel, kobalt, mangaan en lithium. Daarnaast in kleinere hoeveelheden ijzer, aluminium en koper. Deze metalen zijn recycleerbaar. Lithium maakt slechts 1 procent van het aandrijfbatterijgewicht uit en is daardoor geen grote beperkende factor. Uit milieu-oogpunt is recycleren beter, maar of recycleren van deze grondstoffen economisch rendabel is hangt af van de grondstofprijzen op de wereldmarkt.
Een ander, zowel ecologisch als ethisch, pijnpunt is de ontginning van met name kobalt, veelal in Congo, dat nodig is voor de productie van batterijen. Deze mijnbouw is niet alleen ecologisch twijfelachtig, maar impliceert vaak ook kinderarbeid. In 2018 werd een proefproject opgestart om de ontmijning van kobalt in de zogenaamde artisanale mijnen van begin tot einde te volgen, om zo de problematiek van slechte arbeidsomstandigheden en kinderarbeid aan te pakken en te verzekeren dat de kobalt die men aankoopt op een ethische manier is ontgonnen.

## Onderhoud
Een auto op brandstof heeft zo'n achthonderd losse delen, een elektrische auto zo'n twintig (inclusief de vier wielen). Een hybride-auto is complexer doordat hij zowel een brandstof- als een elektromotor heeft. Een volledig elektrische auto heeft geen verbrandingsmotor, geen brandstoftank, geen uitlaat, geen katalysator, minder bedrading, geen distributieriem, geen bougies en geen motorolie. Minder onderdelen betekent dat er minder kapot kunnen gaan of aan slijtage onderhevig zijn. Daardoor is het onderhoud goedkoper. Verder betekent minder bewegende onderdelen dat er minder energie in de vorm van warmte verloren gaat door wrijving tussen de onderdelen.

## Oplaadpunten
Voor het opladen van een elektrische auto is een oplaadpunt nodig. Er zijn diverse vermogens. Opladen kan via het lichtnet maar er kan ook krachtstroom wordt gebruikt, met name voor zwaardere auto's. Betalen bij een publiek laadpunt gaat met een laadpas. Er bestaan ook snelladers die vooral bij tankstations langs snelwegen geplaatst worden.
Het opladen van een elektrische auto vindt plaats door het voertuig met een oplaadpunt te verbinden door middel van een laadkabel. Omdat er verschillende type vermogens zijn, zijn er ook verschillende soorten kabels beschikbaar die geschikt zijn voor het benodigde vermogen. Daarnaast bestaan er type 1- en type 2-laadkabels, afhankelijk van het type aansluiting dat de elektrische auto heeft. Ook het laadvermogen van de auto is van belang. Op basis hiervan kan men plugin-hybrides en elektrische auto's opdelen in vier categorieën: 3,7, 7,4, 11 en 22 kW. Plugin-hybrides beschikken doorgaans over 3,7 kW laadvermogen en gebruiken een type 2-laadkabel geschikt voor eenfasig opladen tot 16 ampère. Kleinere of oudere EV's en sommige nieuwe PHEV's hebben een laadvermogen van 7,4 kW en maken gebruik van een type 2-laadkabel geschikt voor eenfasig opladen tot 32 ampère. Dan is er nog driefasig opladen. Deze laadkabels hebben drie geleiders waar 400 V op kan staan. Dit verhoogt de laadsnelheid aanzienlijk. De meeste EV's hebben een laadvermogen van 11 kW. Deze maken gebruik van een type 2-laadkabel geschikt voor driefasig opladen tot 16 ampère. Sommige EV's beschikken zelfs over een standaard laadvermogen van 22 kW. Deze maken gebruik van een type 2-laadkabel geschikt voor driefasig opladen tot 32 ampère.
In Europa wordt voornamelijk de type 2-aansluiting gebruikt, en in Noord-Amerika de type 1-aansluiting. Diverse autofabrikanten experimenteren op dit moment met draadloos opladen.

## Verkopen wereldwijd
In 2023 werden er wereldwijd 14,2 miljoen elektrische auto's (FEV's en PHEV's) verkocht, 35% meer dan een jaar eerder. Het aandeel van hybride voertuigen was 30% en de rest zijn FEV's. Het marktaandeel van elektrische auto's was 15,8% in 2023 en dit was nog 4,2% in 2020. De meeste elektrische voertuigen werden in de Volksrepubliek China verkocht, zo'n 8,4 miljoen stuks of 59% van het wereldwijde totaal. Europa staat met 3,1 miljoen stuks op de tweede plaats. Het Chinese BYD Auto was met drie miljoen stuks veruit de grootste fabrikant, gevolgd door Tesla met ongeveer 1,7 miljoen auto's. Wereldwijd het meest verkochte type was in 2023 de Tesla Model Y met 1,23 miljoen exemplaren. In de grafiek hieronder staat het overzicht van de verkopen sinds 2016 (×1000). Ook het Internationaal Energieagentschap monitort de wereldwijde verkoop, die vooral sterk is in China, Europa en de VS. Andere economisch sterke landen zoals Japan en India blijven achter.

### Vertraging
Onderzoekers vrezen voor de toenemende vraag naar de kritieke metalen, nodig voor de productie van elektrisch vervoer. Deze schaarste zou de ontwikkeling kunnen afremmen. Een andere remmende factor is de afbouw van subsidies bij de aankoop.

## Internationale ontwikkelingen
Op Europees niveau zijn producenten, distributeurs en wetenschappers verenigd binnen AVERE, gevestigd in Brussel.